# Замолодиче
Замолодиче (пол. Zamołodycze) — село в Польщі, у гміні Старий Брус Володавського повіту Люблінського воєводства. Населення — 125 осіб (2011).

## Історія
За даними етнографічної експедиції 1869—1870 років під керівництвом Павла Чубинського, у селі переважно проживали греко-католики, які розмовляли українською мовою.
Частину українського населення села було депортовано з Польщі до УРСР до червня 1946 року, проте деякі українці переховувалися і уникли переселення.
У 1975—1998 роках село належало до Холмського воєводства.

## Демографія
Демографічна структура станом на 31 березня 2011 року:
|          | Загалом | Допрацездатний вік | Працездатний вік | Постпрацездатний вік |
| -------- | ------- | ------------------ | ---------------- | -------------------- |
| Чоловіки | 71      | 11                 | 52               | 8                    |
| Жінки    | 54      | 11                 | 27               | 16                   |
| Разом    | 125     | 22                 | 79               | 24                   |